# جاك لاكومب (كاتب)
جاك لاكومب (بالفرنسية: Jacques Lacombe)‏ هو كاتب فرنسي، ولد في 1724 في باريس في فرنسا، وتوفي بنفس المكان في 16 يوليو 1811.